# Lindon
Lindon bylo království elfů ve fiktivním světě Středozemi J. R. R. Tolkiena. Země se rozkládala mezi mořem a Modrými horami. Byla jedinou částí zbylou z Beleriandu. Království vládl velekrál Noldor, Gil-galad. Byla to jedna z nejdéle přežívajících elfích zemí ve Středozemi. Své Šedé přístavy zde měl i Círdan, stavitel lodí. Vedle Šedých přístavů byly největšími lindonskými městy Nogrod, Belegost a Thórinovy síně. V době vzniku království Arnor pomáhal Gil-Galad Elendilovi a jeho lidu. Lindon se také zúčastnil války Posledního spojenectví, ve které padl Gil-Galad i Elendil. Tím se moc Lindonu zhroutila a již nikdy nebyl tak mocný. Po pádu Gil-Galada se vlády nad tenčícím se elfím lidem ujal Círdan, který zde panoval do doby, než na Západ odplula poslední loď.

## Geografie
Lindon byla země vzniklá z pozůstatků Thargelionu a Ossiriandu, regionu západně od Modrých hor, ve východním Beleriandu. Po potopě Beleriandu ve Válce hněvu se Lindon stal nejzápadnější zemí kontinentu Středozem. Záliv Lhûn se rozlomil na Lindon a Modré hory a rozdělil říši na Forlindon (North Lindon) a Harlindon (South Lindon). Východní hranicí Lindonu byla řeka Lhûn, za níž byl Arnor.

## Dějiny

### První věk
Jméno Lindon poprvé použili vyhnaní Elfové Ñoldor pro oblast Ossiriandu a Thargelionu. Oblast Lindonu byl jedinou částí Beleriandu, která přežila Válku hněvu, zbytek kontinentu byl zničen nebo potopen bouřemi. Moře však prorazilo Modré hory a vytvořilo záliv Lhûn. Ti z elfů, kteří přežili utopení Beleriandu, zejména vyhnaní Ñoldor, se na začátku Druhého věku přemístili do Lindonu, kde vládl lord Gil-galad.

### Gil-galadovo Království
Gil-galad založil Lindonské Království v roce 1 D.v., a vládl nad Ñoldor, Sindar a všemi elfy z Lindonu. V této době byly postaveny Šedé přístavy, Mithlond a pravděpodobně také Harlond a Forlond, ze kterých v následujících letech mnoho elfů odešlo do Valinoru. Ñoldor žili hlavně ve Forlindonu a Sindar se zbývajícími Zelenými elfy žili v Harlindonu (léno pod dočasnou vládou Celeborna). Přeživší Edain pravděpodobně také nějakou dobu zůstali po boku elfů z Lindonu, dokud neodešli do Elenny v roce 32. Mezi elfy však bylo určité napětí; někteří ze Sindar si nepřáli žít pod Gil-galadem po boku Ñoldorů a odešli žít mezi Silvánské elfy na východě, kteří byli jejich telerijskými příbuznými. Někteří Ñoldor také odešli, aby založili Eregion v roce 700, druhou ze dvou říší Ñoldor. V roce 600 Entulessë, loď z Númenoru, dorazila do Mithlondu, kde Gil-galad přivítal Númenórejce, kteří pokračovali v obnovení kontaktu se svými vzdálenými příbuznými, Středními Lidmi, a přáteli Edain, elfy. Během Války elfů a Saurona Sauron porazil a téměř vyhladil Eregion, a následně přemohl a zmocnil se Eriadoru. Elfové ten čas nazývali Dny útěku, protože mnozí uprchli na pobřeží Lindonu a odtud přes moře na nejzazší západ. Sauron rozdrtil obranu Lindonských hranic a zdecimoval vnitrozemí Lindonu, avšak nedokázal prorazit obranné linie Lindonského pobřeží . Nakonec Tar-Minastir poslal lodě do Lindonu, čímž odpověděl na Gil-galadovu prosbu o pomoc, kterou Gil-galad poslal před vypuknutím války. Spojená armáda elfů a Númenorejců vytlačila Sauronovy síly z Eriadoru a Lindonští elfové díky Númenoru vyhráli válku, nicméně Lindon velmi trpěl, protože jeho vnitrozemské oblasti byly silně vylidněné. Po zbytek Druhého věku Lindon pomalu obnovoval svoji populaci, avšak království se nikdy plně nevzpamatovalo. Po zkáze Númenoru utrpěl Lindon velkou ztrátu, když „moře vplouvalo po zemi“, a nedokázala obnovit svoji populaci, a proto Lindon slábnul, když začal Třetí věk. Lindon také po pádu Númenoru pomohl Elendilovi a jeho Věrným Númenorejcům usadit se v Eriadoru, kde založili Severní království Arnoru. Gil-galad se připojil do Poslední aliance Elfů a Lidí a společně s Dúnadany Gondoru a Arnoru, Trpaslíky z Khazad-dûm a Elfy Lothlórienu a Zeleného hvozdu dobyli Mordor a porazili Saurona, avšak Gil-galad a většina Lindonských elfů byla během války pobita, a tak Lindon utrpěl druhou populační ztrátu, ze které se tentokrát už nemohl vzpamatovat. 

### Nástup Círdana
Po válce Poslední aliance většina přeživších elfů Ñoldor a mnoho Sindar odešlo do Valinoru a Lindon se téměř vylidnil. Nový vládce, Gil-galadův poručík, telerijský elf Círdan, zahájil neustálou stavbu lodí pro přeživší elfy, aby mohli odplout do Valinoru. Během dnů králů byla většina Vznešených Elfů, kteří stále přebývali ve Středozemi, nalezena v Lindonu. Lindon se postupně zmenšoval a zmenšoval, blíže a blíže k pobřeží, a čím dál více území bylo opuštěno. Trpaslíci a lidé se následně začali usazovat na území bývalého Lindonu, převážně na východní straně Modrých hor a jižně od zálivu Lhûn, kde trpaslíci měli v provozu doly. Thorinovy síně, říše Durinova lidu v exilu, se nacházela v Lindonu, západně od Lhûny. 

### Čtvrtý věk
Ve Čtvrtém věku z Lindonu zbývalo pouze pobřeží Forlindonu, Harlindonu a Šedých přístavů, avšak stále byl jedním z posledních elfích útočišť, když elfové z Roklinky a Lothlórienu postupně opustili Středozem. Gandalf, Bilbo Pytlík a Frodo Pytlík také odešli do Valinoru z Šedých přístavů a rodinná tradice tvrdila, že Samvěd Křepelka, který byl sám nositelem prstenu, i když krátce, také odešel v roce 1482. V Rudé knize Západní marky bylo také řečeno, že po Aragornově smrti Legolas postavil šedou loď a s Gimlim opustil Středozem do Valinoru. Círdan zůstal v Mithlondu do Čtvrtého věku, dokud, jak řekl, „neodpluje poslední loď“ a zbývající Eldar neprojde na Západ. Ačkoli všichni elfové z Lindonu nakonec přešli na Západ, trpaslíci nadále přebývali ve svých síních na východní straně Modrých hor, a lidé postupně ovládli celé území bývalého Lindonu. 